# Березниковский содовый завод
«Березниковский содовый завод» — российское предприятие химической промышленности, старейший производитель кальцинированной соды на территории СНГ (в 2011 году доля БСЗ на товарном рынке соды составляла около 15 %). Полное наименование — Открытое акционерное общество «Березниковский содовый завод». Штаб-квартира — в г. Березники Пермского края. С 28 сентября 2010 г. управляется химическим холдингом ОАО «Башкирская химия».

## История
В 1869 году пермский купец-промышленник Любимов откупил у казны Березниковские соляные промыслы и земельный участок на бывшем острове Берёзовом.
Контракт о строительстве в России первого содового завода мощностью 6000 тонн в год был заключён 23 февраля 1881 года в Брюсселе между И. И. Любимовым и содопромышленником Эрнестом Сольве.
21 июля 1883 года завод был пущен в эксплуатацию, получен первый пуд кальцинированной соды по аммиачному способу. Строительством и пуском завода лично руководил инженер-химик Александр Алексеевич Самосатский.
59°24′44″ с. ш. 56°44′08″ в. д. — бывший дом управляющего
К 1886 году завод давал 20 тонн соды в сутки, более миллиона пудов в год. Рабочих на БСЗ и Солеваренном заводе было около 1250 человек.
В 1887 г. Иваном Любимовым и Эрнестом Сольве учреждено акционерное Общество для производства соды в России под фирмою «Любимов, Сольве и Ко», владевшее заводом вплоть до национализации.
1899 — умер И. И. Любимов.
В 1903 г. была приобретена собственная сырьевая база — карьер известкового камня вблизи станции Всеволодо-Вильва.
В 1911 г. БСЗ принадлежал вдове И. И. Любимова — Екатерине Степановне Любимовой.
Март 1918 г. — крупная манифестация в поддержку Февральской Революции в посёлке Содового завода.
9 августа 1918 года по акту национализации содовый завод был передан Деловому Совету. Директором завода стал работник-большевик А. И. Потемин. В состав Делового совета вошли 6 наиболее инициативных рабочих завода: Зверев, Андренко, Захаров, Опутин, Титов. Возглавил Д. совет слесарь завода Н. А. Ширев.
С конца 1918 по 11.07.1919 Березники были заняты колчаковцами. При отступлении белогвардейцы нанесли урон предприятию.
20 мая 1919 принято постановление Уральского совнархоза о передаче БСЗ в собственность государства.
30 ноября 1919 г. от сыпного тифа умер А. И. Потёмин.
13 апреля 1923 г. приказом ВСНХ предприятию было присвоено звание «Березниковский образцовый содовый завод им тов. Ленина» (за успешное восстановление разрушенного гражданской войной хозяйства).
В 1923—1924 гг. в администрацию завода вошли пять специалистов с высшим техническим образованием во главе с инженером Линьковым И. И. (впоследствии ставшим директором с 1923 г. по 1928 г., см. раздел «Директора предприятия»)
1924 г. — при заводе создана школа ФЗУ.
В 1926 году после окончания школы ФЗУ на завод пришёл Клавдий Иванович Циренщиков — будущий Герой Социалистического Труда и директор Березниковского магниевого завода.
В 1926-27 годах БСЗ выработал 19,4 тыс. тонн кальцинированной соды и 16,2 тыс. тонн каустической соды, на заводе было занято 779 рабочих. БСЗ тогда входил в состав Северного химического треста.
4-5 июня 1933 г. Березниковский содовый завод посетил председатель ВЦИК Михаил Иванович Калинин вместе с руководителями Наркомтяжпрома и Уральского облсовета депутатов трудящихся.
С декабря 1930 по 1940 г.г. входил в состав Березниковского химического комбината. После обособления от БХК содовому заводу было присвоено наименование «Завод № 761».
С 1940 по август 1942 года главным инженером и зам. директора БСЗ работал Аркадий Борисович Пашков, учёный — химик, специалист по ионитам, автор и соавтор научных работ в области синтеза ионообменных материалов.
В 1941—1945 г.г. завод перешёл в подчинение Министерству обороны (см. раздел «Продукция»). 30 января 1943 года было принято постановление ГКО СССР о мерах по увеличению производства кальцинированной и каустической соды на заводе № 761.
В мае 1944 г. завод награждён Красным Знаменем Государственного комитета Обороны, 19 января 1949 г. — орденом Трудового Красного Знамени.
1949 г. — начало строительства Новосодового завода.
В 1968—1969 г.г. старый завод был закрыт и пущено новое производство соды мощностью 400 тыс.тонн в год
В 1979 г. впервые в СССР была освоена технология получения натрия металлического высшей чистоты для Белоярской АЭС.
1980 г. — освоение нового месторождения известняка на р. Чаньва с балансовыми запасами 370 млн.тонн. Строительство автодороги, затем — железнодорожной ветки.
В 1983 г. в честь 100-летнего юбилея Указом Президиума Верховного Совета СССР
БСЗ награждён орденом Октябрьской революции.
В 1991 г. освоен выпуск едкого калия в цехе 2/12.
1999 — предприятие разделилось на ОАО «Березниковский содовый завод» и ООО «Сода-Хлорат».

## «Маленькая промышленная Бельгия»
Для приезжих рядом с БСЗ был построен небольшой жилой посёлок, который назвали Березники из-за расположения на бывшем Берёзовом острове (рядом находилось одноимённое поселение, известное с XVII века). Посёлок состоял из жилых домов, заводоуправления, двухэтажной школы, больницы. Каждое здание было построено по индивидуальному проекту разработки известного в Прикамье архитектурного бюро Александра Бонавентуровича Турчевича. В квартирах имелся водопровод (в том числе горячая вода), душ и ванная. В одной из этих квартир — только для приезжих — в 1916 году останавливался Борис Пастернак по делам службы. Именно Пастернак в одном из писем С. П. Боброву от 24 июня 1916 года назвал БСЗ и посёлок при нём «маленькой промышленной Бельгией» (здания походили на европейские начала XX века, Э. Г. Сольве был бельгийцем).
59°24′46″ с. ш. 56°44′16″ в. д. — бывшее здание школы (двухклассное училище).
59°24′45″ с. ш. 56°44′12″ в. д. — здание бывшей больницы.
59°25′19″ с. ш. 56°43′37″ в. д. — место расположения ж/д станции Березники (впоследствии — Солеварни).
При БСЗ существовал заводской самодеятельный театр. Заводское начальство планировало построить для театра отдельное здание. Бюро Турчевича подготовило проект строения, но он, по ряду причин, так и не был реализован. Кружок любителей сцены Березниковского содового завода, существовавший с 1890-х годов до 1910-х, считался одним из самых сильных в числе самодеятельных прикамских театров того времени.
Почитателями сценического искусства были и дочь А. А. Самосатского — Евгения Александровна Самосатская (по мужу Штюрмер) и сестра его жены, конторщица березниковского сользавода, Мария Евграфовна Бенескриптова. Последняя долгое время была и актрисой, и распорядителем березниковской сцены, и режиссёром.

## Продукция
1883 — наши дни:
- Сода кальцинированная
- Сода каустическая
- Известняк
- Камень известняковый

1931—1941 годы:
- Иприт (в составе БХК, плановая мощность по иприту Левинштейна к началу 1931 г. составила 9 тыс.т в год, после 1937 г. — 11 тыс.т.[19])
- Карбид кальция

В годы Великой Отечественной войны:
- Хлорбензол
- Самовоспламеняющаяся жидкость «КС» для поджога танков[5] (на базе перепрофилированного цеха карбида кальция).
- Сода (единственный источник в годы войны).
- Иприт (цех № 10[19], за 1941—1945 годы произведено 10000 тонн[27]). Мощности по выпуску иприта сохранялись до 1959 г.[19]
- Трифторнитрозометан (осуществлена попытка производства)[19].

Наши дни:
- Сода кальцинированная ГОСТ 5100-85, изм.1
- Средства моющие технические СМ-15 ТУ 2381-50-50265324-2012, изм. 1
- Средства моющие технические СМ-37 ТУ 2499-42-50265324-2008, изм. 1,2,3
- Вскрыша (Скальные породы) ТУ 5743-52-50265324-2013
- Известковое молоко ТУ 2133-45-50265324-2010
- Известняк ТУ 5743-035-50265324-2014
- Известняк флюсовый ТУ 0751-47-502653242010, изм. 1,2
- Известь негашёная комовая ТУ 2123-44-50265324-2007, изм. 1
- Камень известняковый ТУ 6-50265324-33-2000, изм. 1-3
- Коксо-угольная мелочь ТУ 0320-041-50265324-2006
- Рассол очищенный товарный ТУ 2152-48-50265324-2010
- Смесь щебеночная ТУ 5711-51-50265324-2013
- Средство для мытья посуды «Посудомой» ТУ 2383-163-70864601-2008
- Угольная мелочь ТУ 0325-46-50265324-2010, изм. 1
- Щебеночно-песчаная смесь ГОСТ 25607-2009 марка С5
- Щебеночно-песчаная смесь ТУ 5711-53-50265324-2013
- Щебень из горных пород ТУ 5711-039-50265324-2004, изм. 1,2

## Директора предприятия[28]
- 1918—1919 гг. — Потемин Андрей Иустинович (1882, Луганск — 30.11.1919, Березники)
- 1920—1923 гг. — Зверев Павел Александрович (1874—1943)
- 1923—1928 гг. — Линьков И. И. (? — ?)
- 1928—1930 гг. — Стенцлер Р. Я. (? — ?)
- 1930—1935 гг. (в составе БХК) — Вьюхин А. А.[29] (1895[30] — после 1958)
- 1940—1942 гг. — Ермаков В. В. (? — ?)
- 1944—1950 гг. — Ниженец П. М. (? — ?)
- 1950—1960 гг. — Анисимов Владимир Георгиевич (12.06.1905, г. Городня Черниговской губернии — ?)
- 1960—1970 гг. — Сарычев Константин Михайлович[31][32][33] (06.04.1907, Саратов — 26.11.1979, Березники)
- 1971—1988 гг. — Безгодов И. С.
- 1988—1994 гг. — Кичанов В. П.
- 1994—1999 гг. — Фомин В. И.
- 1999—2000 гг. — Зайнуллин Р. Г.
- 2014—2019 — Ан Ен Док[34]
- с 2019 — Давыдов Э. М.[35]

## Радиевый завод
В 1917 году в России возникла потребность в промышленном производстве радия для военной промышленности (например, для изготовления светосоставов). Съезд по технической обороне государства в октябре 1917 года (до Октябрьской Революции) принял решение по организации специального радиевого завода под непосредственным контролем Академии Наук. Большевики, придя к власти, продолжили работы в этом направлении. В июле 1918 года была избрана специальная Комиссия, Технический Совет или позднее — Коллегия по организации радиевого завода при Академии Наук.
12 июля 1918 года все радиоактивные материалы, находившиеся в Петрограде (тринадцать вагонов руды), были эвакуированы на Березниковский содовый завод.
В октябре 1918 г. В. И. Лениным была отправлена телеграмма Уральскому совнархозу, в которой предлагалось начать немедленную работу по организации радиевого производства на БСЗ. Заведующим радиевым заводом был назначен Л. Н. Богоявленский. В телеграмме также говорилось, что необходимые средства выделены Совнаркомом. Кроме этого, ВСНХ выдал ссуду в размере 10 тыс. руб. из своих кредитов для начала запланированного строительства.
В ноябре 1918 из Петрограда на БСЗ выехал В. Г. Хлопин, впоследствии академик и основатель радиохимии в СССР. Он привез с собой приборы и реактивы. Во второй половине декабря 1918 пробный завод начал проводить опыты, результаты были обнадеживающими. По расчётам, в феврале 1919 г. планировалось получить первый советских радий.
Однако, гражданская война и оккупация Верхнекамья колчаковцами 31.12.1918 г. помешали началу производства. Радиоактивные материалы продолжали храниться на БСЗ, а в мае 1920 года, уже под руководством нового заведующего И. Я. Башилова, были перевезены на Бондюжский химический завод Химоснова (ныне Химический завод имени Л. Я. Карпова в Менделеевске). Радиевое производство на БСЗ так и не началось.

## Документы
Не можем не отметить крупного явления последнего времени в области промышленности не только нашего края, но и всей России. Мы говорим о Березниковском содовом заводе Соликамского уезда, открывшем свою деятельность в августе месяце текущего года
«Пермские губернские ведомости», № 86 от 26 октября 1883 года.
28 октября 1918 г.
Уралсовнархозу (Пермь), Усольскому исполкому, Управлению Березниковского содового завода.
«Предписываю Березниковскому заводу немедленно начать работы по организации радиевого завода согласно постановлению Высовнархоза. Необходимые средства отпущены Совнаркомом. Работы должны вестись под управлением и ответственностью инженера-химика Богоявленского, которому предлагаю оказать полное содействие.
Предсовнаркома Ленин».
Ленин В. И. Полн. собр. соч., т. 50, с. 375.